# قاصدک
گل قاصدک (سرده) (نام علمی: Taraxacum) یک جنس بزرگ از گیاهان گلدار در خانواده گیاهان دارای گل‌های سبدی (کلاپرک) (Asteraceae) است که از گونه‌هایی که معمولاً به عنوان قاصدک شناخته می‌شوند تشکیل شده‌است. این جنس بومی اوراسیا و آمریکای شمالی است، اما دو گونه رایج در سراسر جهان، T. officinale (قاصدک معمولی) و T. erythrospermum (قاصدک دانه قرمز)، از اروپا به آمریکای شمالی وارد شدند و اکنون به صورت گل وحشی تکثیر می‌کنند. هر دو گونه خوراکی هستند.

## شرح
گیاه قاصدک به نامهای خبررسانک، خبر بیار یا خبرچین هم شناخته می‌شود و در طب سنتی به طَرَخشَقون یا طَرَشقوق معروف است و به آن هندبای بری، خبر بیار، کاسنی بری و دندانِ شیر نیز گفته می‌شود.
گل‌های قاصد معمولی «Taraxacum sect. Ruderalia» و «Taraxacum officinale Weber» دسته‌ای از قاصدک‌ها را تشکیل می‌دهند که همگی از خانواده گیاهان دارای گل‌های سبدی (Asteraceae) هستند.
گل قاصد گیاهی علفی و دائمی با برگهای کشیده و دارای بریدگی و ریشه‌ای عمودی به رنگ قهوه‌ای مایل به زرد است. برگ‌های گل قاصدک سبزرنگ بوده، بریدگی‌های مثلث‌شکل و نوک تیز دارند. برگ‌ها به‌طور دسته‌ای در پایین گیاه جمع هستند و ساقه گل دهنده‌ای از میان گیاه رشد می‌کند که ممکن است به ارتفاع ۴۰ سانتی‌متر برسد. ساقه و ریشهٔ این گیاه دارای شیرآبهٔ سفیدرنگی می‌باشد.
این ساقه‌ها منتهی به نهنجی می‌شوند که بر رویش گل‌های زردرنگ زیبا و زبانه‌ای بروی گل‌آذین کلاپرک (به قطر ۳ تا ۵ سانتیمتر) قرار دارند. گلبرگ‌های زبانه‌ای شکلش دایره‌وار از داخل به خارج به‌تدریج باز می‌شوند. گل‌ها در عمرِ چندین روزهٔ خود شب‌ها و در هنگام باران و نیز در هنگام خشکی هوا بسته می‌شوند. میوه‌اش فندقه و دارای دسته تارهای ابریشمی در قسمت انتهایی است که به آن قاصدک می‌گویند زیرا به منظور بذرافشانی به پرواز درمی‌آید.
این گیاه دارای ریشه‌ای به رنگ قهوه‌ای است عمق ریشه معمولا بین ۱۵ تا ۴۵ سانتیمتر است ولی عمیقتر هم حتی تا یک متر (و به ندرت تا دو متر) گزارش شده‌است.

## مکان رشد

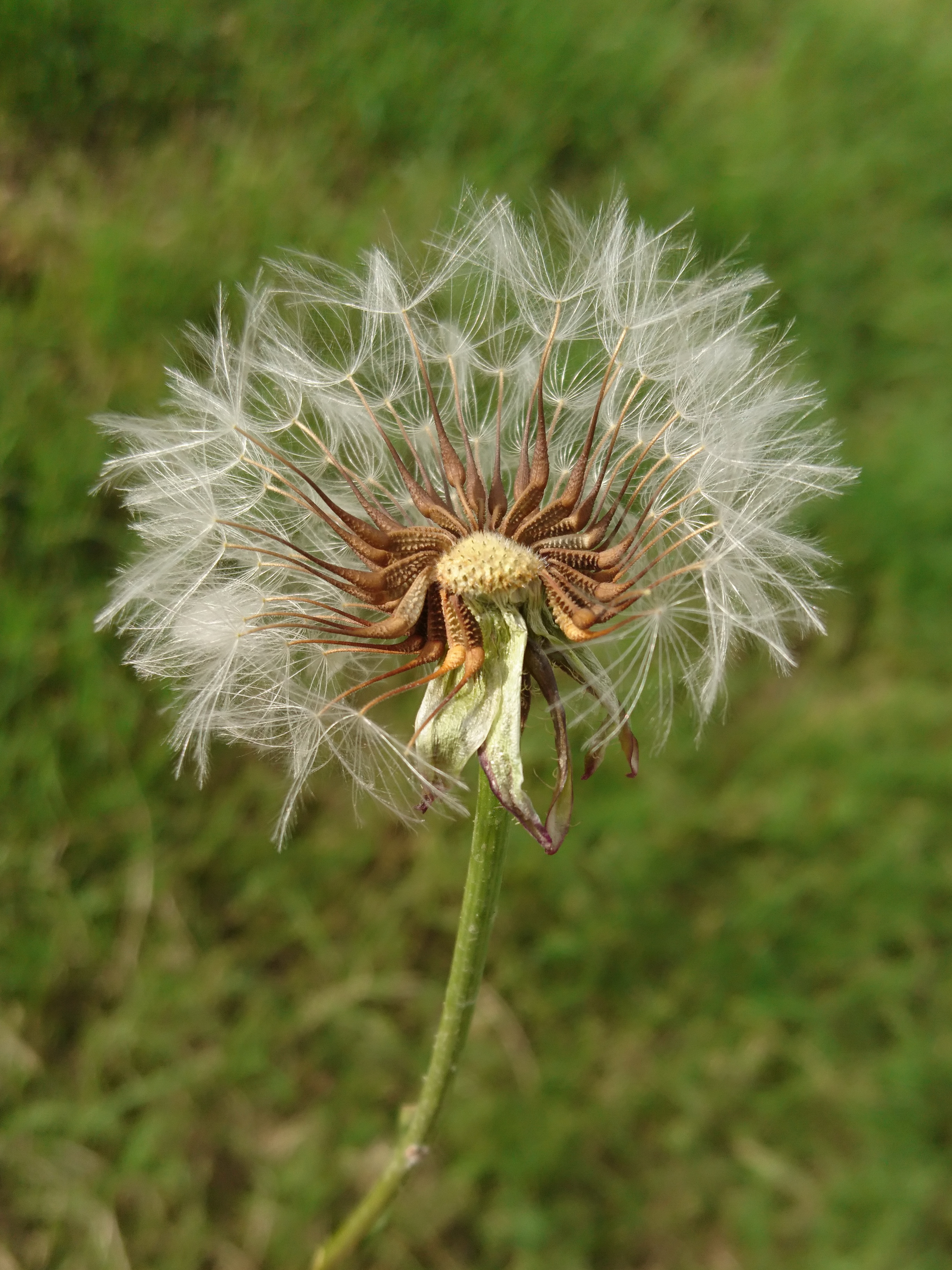
گونه‌ای قاصدک در ایران

گیاهی است علفی و دائمی که به‌طور خودرو در بیشتر مزرعه‌ها و دشت‌ها، در وسط چمن، حاشیه شوره‌زار، کنار جاده‌ها و اراضی بایر و به‌طورکلی در همه جا می‌روید. در چمن، مراتع و بسیاری مزارع به عنوان یک علف هرز مشکل محسوب می‌شود.

## موارد استفاده
زنبور عسل این گیاه را بسیار دوست دارد و شهد زیادی از آن به‌دست می‌آورد. برگ‌های جوان گل قاصدک را معمولاً با سالاد می‌خورند و چون خیلی تلخ است باید آن را با ترشی یا آبلیمو مصرف کرد. از قسمت‌های گوناگون گیاه مانند ریشه، برگ و شیرآبه آن در درمان استفاده می‌شود.
قاصدک به عدم ورم بدن و درد قاعدگی بسیاری از زنان در سندرم پیش از قاعدگی کمک می‌کند. برای جلوگیری از عفونت قارچی واژن در حد کهیر، چند مشت برگ خشک شده به آب حمام اضافه کنید.

## ترکیبات شیمیایی

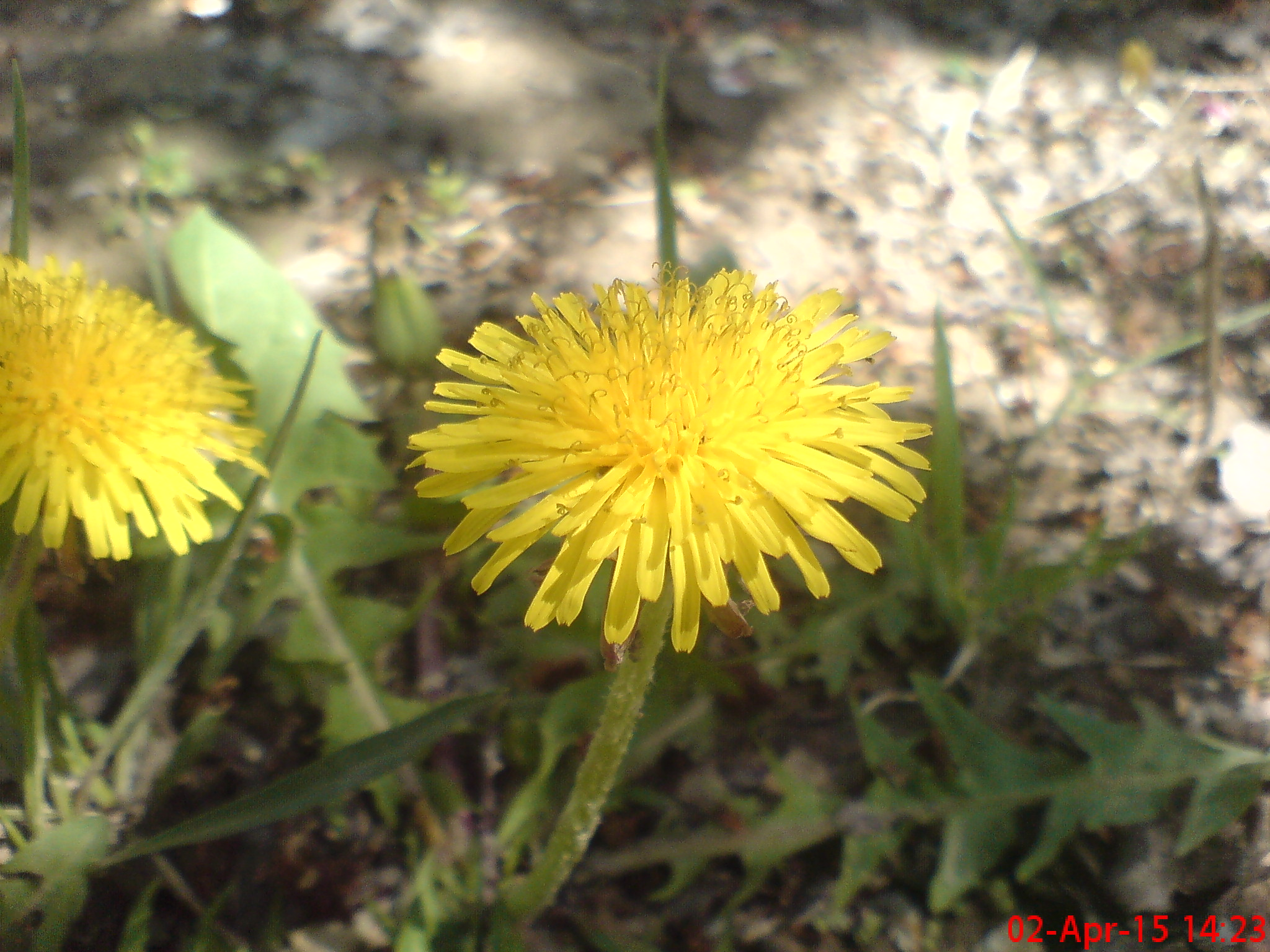
گل قاصدک (دندان شیر) پیش از بذرافشانی

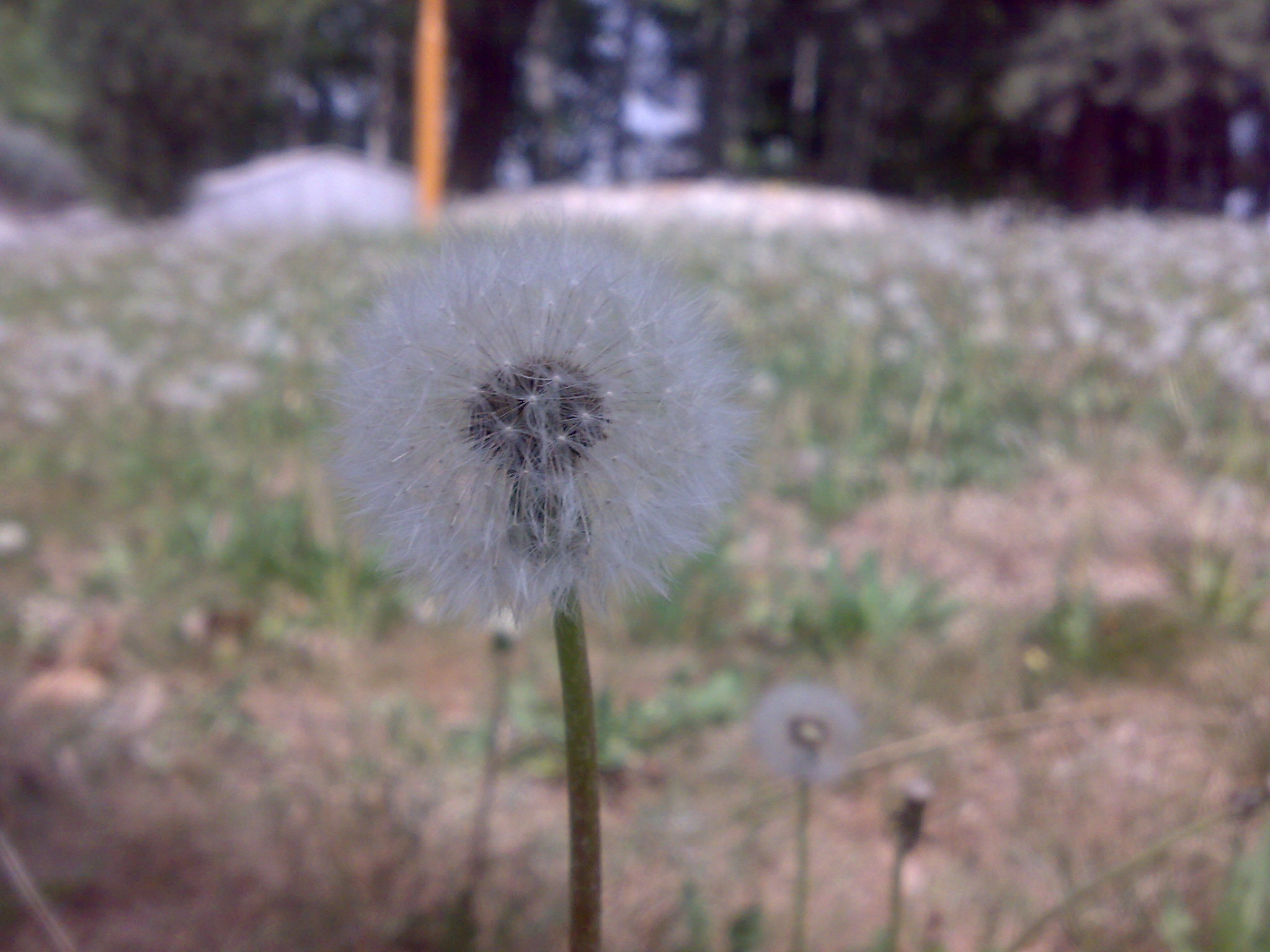
دشت قاصدک‌ها

ریشه این گیاه دارای ماده‌ای تلخ به نام تراگزاسین، کولین و تاراگزاسترول می‌باشد همچنین در ریشه آن مقدار کمی تانن وجود دارد و نوعی الکالوئید به نام تاکزین و تاراگزه رول در اعضای این گیاه یافت می‌شود. ضمناً این گیاه دارای ساپونین، قندهای مختلف و اسیدهای چرب است. این گیاه بالاترین حد ویتامین آ را در بین گیاهان داراست و همچنین دارای مقدار زیادی پتاسیم است. املاح کلسیم، پتاسیم، آهن، منیزیوم، سدیم، منگنز، فسفر، سیلیس و گوگرد در این گیاه ثابت شده‌است.

## محل رویش
پراکندگی این گیاه در کره زمین طوری است که در غالب نواحی اروپای شمالی، غرب آسیا، شمال آفریقا و آمریکای شمالی می‌روید. تاکنون بالغ بر ده گونه از این نوع گیاه شناخته شده‌است.

## نگارخانه

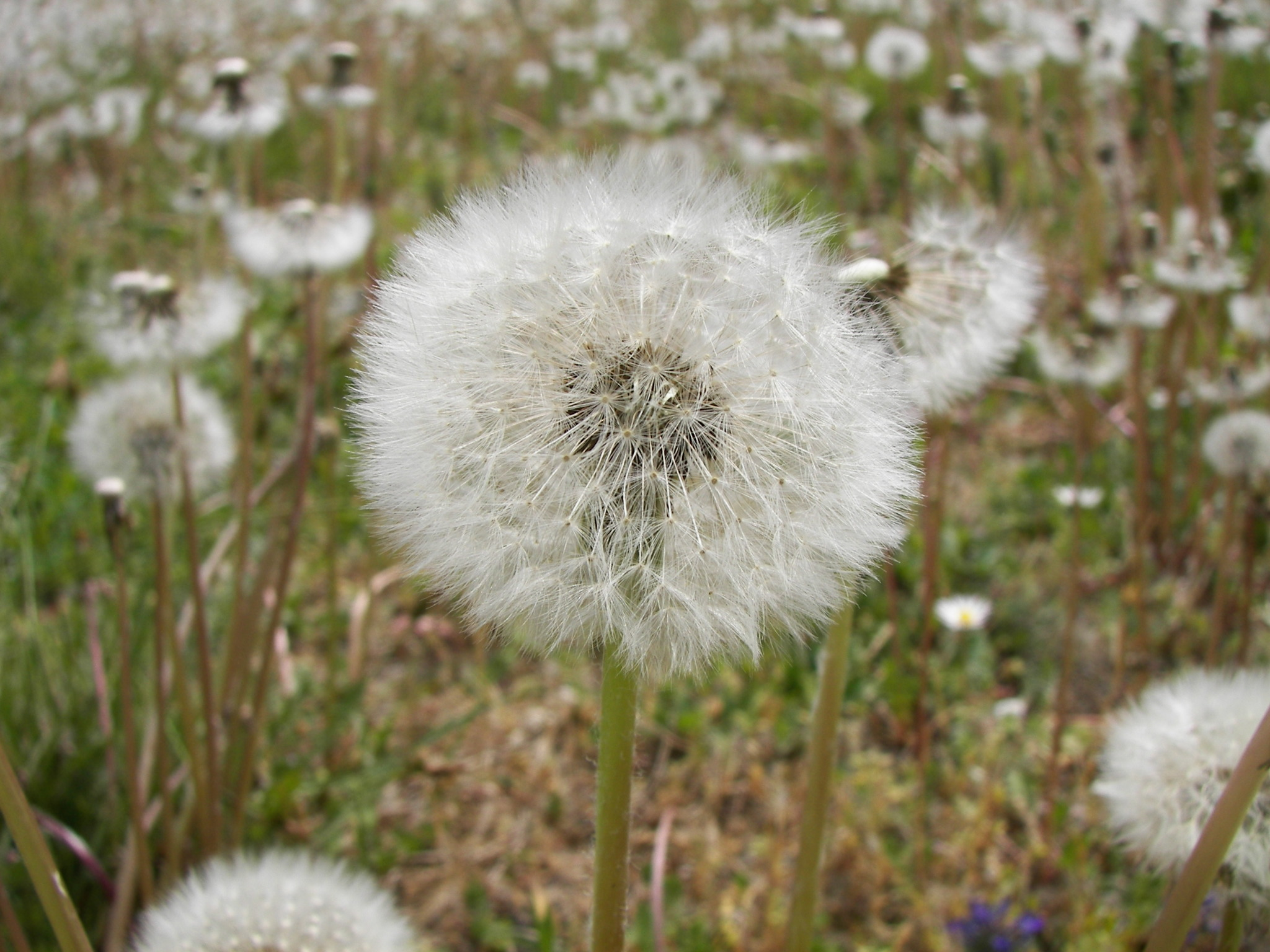
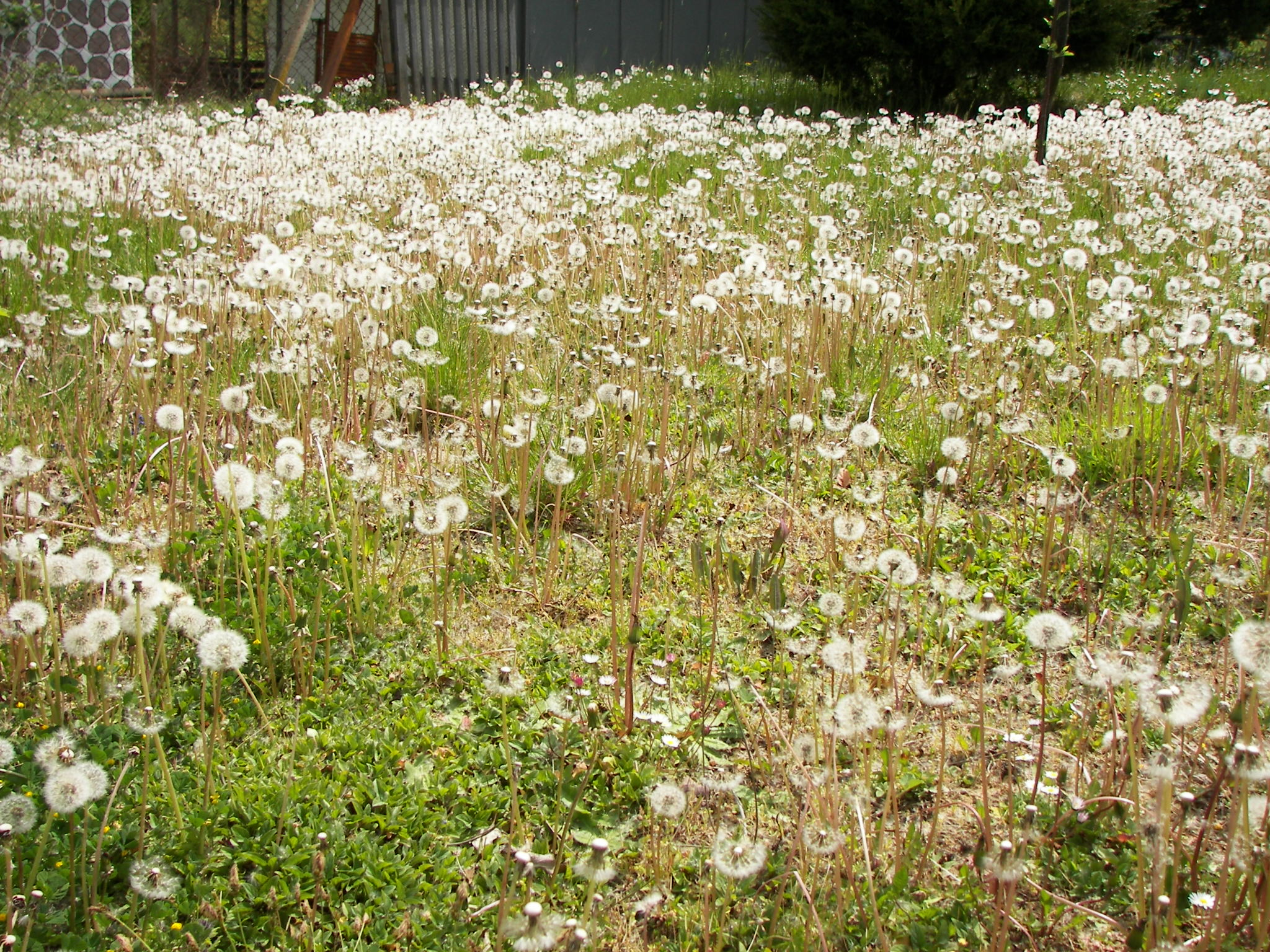
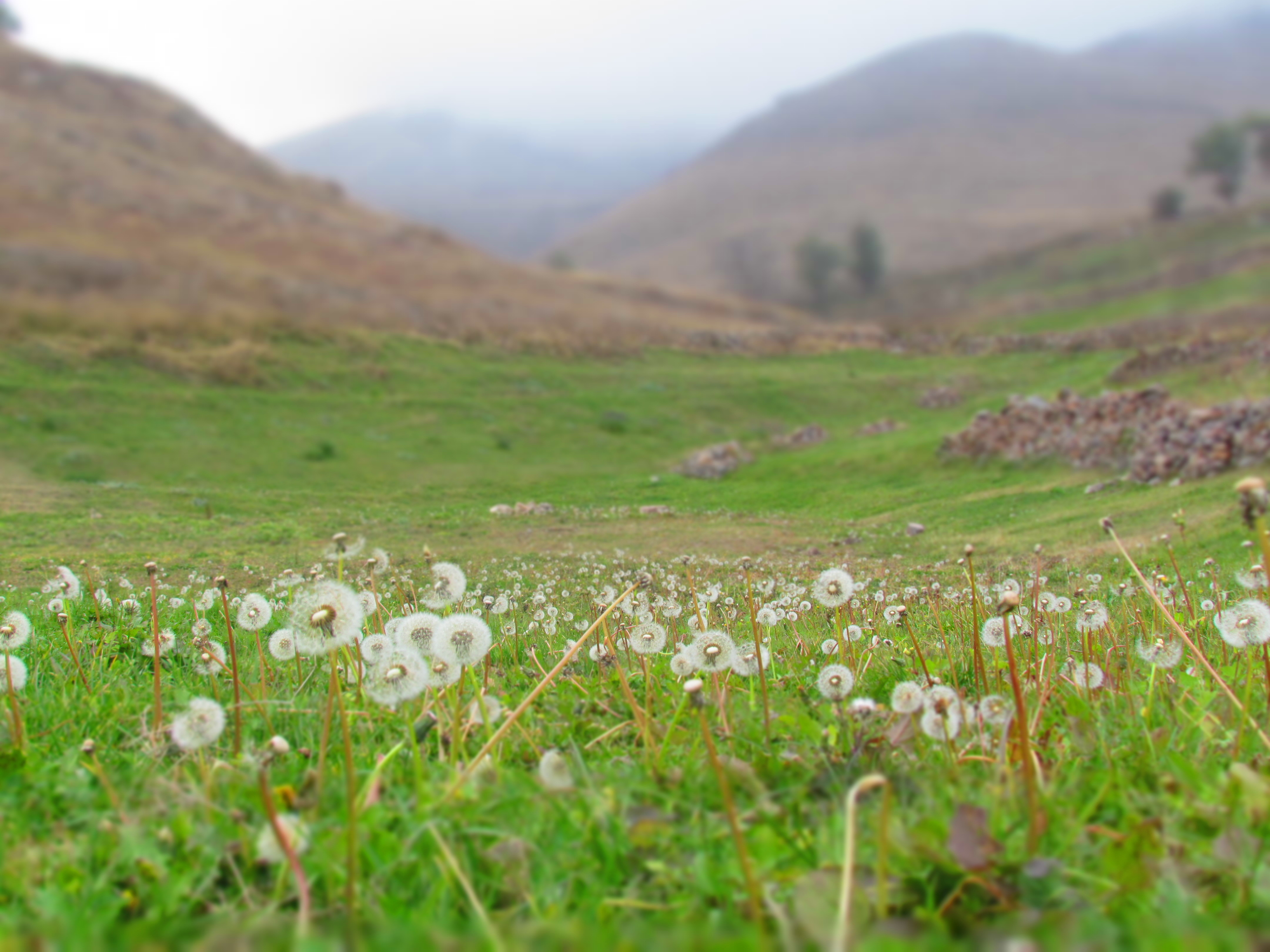
دشت قاصدک‌ها در روستای ییلاقی ناندل شهرستان آمل، ایران